# الاقتصاد الإبداعي في البرازيل
يشير الاقتصاد الإبداعي في البرازيل إلى القطاعات الاقتصادية البرازيلية التي تعتمد على المواهب والإبداع في التنمية. بمعنى آخر، تولّد تلك القطاعات الاقتصادية الثروة في المنطقة عبر التعليم والثقافة والإبداع، وتساهم في التنمية المستدامة (البيئية والاقتصادية والاجتماعية). صاغت المملكة المتحدة مصطلح «الاقتصاد الإبداعي» في عام 1990، ثم عُزز مفهوم الاقتصاد الإبداعي في عام 2001 عبر طرح إضافتين شديدتي الأهمية، أولهما على يد الباحث جون هوكنز الذي اهتم بتطبيق الرؤية التجارية على التحوّل الإبداعيّ في الإنتاج، ثم من طرف البروفيسور ريتشارد فلوريدا الذي ركّزت أبحاثه على المتخصصين في عمليات الإنتاج الإبداعية، والتعرّف على الجوانب الاجتماعية و«الإسهام المحتمل في تنمية» ما يُطلق عليه «الطبقة الإبداعية».
ظهرت أول دراسة دولية عن الاقتصاد الإبداعي في عام 2008، أجراها مؤتمر الأمم المتحدة للتجارة والتنمية. وفي نفس العام، نُشرت دراسة أخرى أجراها اتحاد صناعة ولاية ريو دي جانيرو، وركّزت هذه الدراسة على التأثير الاقتصادي للإبداع على البرازيل. يُشار إلى الاقتصاد الإبداعي في أمريكا اللاتينية منذ تلك الفترة بـ«الاقتصاد البرتقالي»، وذلك وفق ما جاء في منشور أصدره بنك التنمية للبلدان الأمريكية. ادعت تلك الدراسة من عام 2013 أن الاقتصاد البرتقالي للبرازيل قد يُقدّر بنحو 66.87 مليار دولار أمريكي، وقادرٌ على توفير 5 مليون و280 ألف وظيفة. في المقابل، ولإجراء موازنة نسبية، حققت صادرات النفط الفنزويلي في تلك الفترة عائدات وصلت قيمتها إلى نحو 62 مليار دولار أمريكي. بالإضافة إلى ذلك، حقق الاقتصاد البرتقالي للبرازيل عائدات من الصادرات تُقدّر بـ9.414 مليون دولار أمريكي، وهو رقم أعلى من صادرات البنّ البرازيلي في الفترة ذاتها، والتي وصلت قيمتها إلى 8.016 مليون دولار أمريكي.
أُجريت دراسة في عام 2021 على القطاعات كثيفة الملكية الفكرية في الاقتصاد البرازيلي، وكانت تلك الدراسة جزءًا من الاستراتيجية الوطنية بخصوص الملكية الفكرية بين عامي 2021 و2030، وساهمت في إنشاء موقع الملكية الفكرية البرازيلي.

## المهن الإبداعية
يضع التصنيف البرازيلي للمهن، والذي أصدرته وزارة العمل والتشغيل، قائمةً بكافة المهن الإبداعية في البلاد، وأجرى التصنيف مسحًا وتخطيطًا لسوق الأعمال الإبداعية في البرازيل. استطاعت الدراسة عزل 14 مهنة إبداعية تتميّز بكون المعرفة جزءٌ أساسي وجوهري من مدخلات الإنتاج فيها:
1. العمارة والهندسة
2. الفنون
3. فنون الأداء
4. التقانة الحيوية
5. التصميم
6. التعبير الثقافي
7. الأفلام ومقاطع الفيديو السمعية البصرية
8. سوق النشر
9. الموضة
10. الموسيقى
11. البحث والتطوير
12. الإعلان
13. البرمجيات والحاسوب والاتصال عن بعد
14. التلفاز والبث الإذاعي

## تاريخ
جاءت أول مبادرة على الصعيد العالمي لتخطيط القطاعات الإبداعية المحلية بحلول نهاية عام 1990، وذلك في المملكة المتحدة. كان الهدف حينها إثبات الدور المهم الذي تلعبه تلك القطاعات في ثقافة البلد، وإمكانية توليدها وظائفًا جديدة وثروة مالية للبلاد. لاحقًا، أُجري المسح على كافة قطاعات الاقتصاد الإبداعي، وكذلك القطاعات الأخرى التي تربطها بالأولى علاقات وروابط وثيقة. وفق ذلك، أسست تلك الدراسة وجهة نظر حول الوزن الذي تحمله السلاسل الإبداعية في العملية الإنتاجية.
بعد مرور 3 سنوات على هذا العمل الرائد، وفي عام 2001 تحديدًا، برزت دراستان جديدتان:
- الأولى على يد الباحث جون هوكنز، فبنى دراسة على أساس رؤية الشركات (بناءً على المفاهيم التسويقية للملكية الفكرية).
- الثانية على يد الأستاذ ريتشارد فلوريدا، حيث عرّف ما يُطلق عليه «الطبقة الإبداعية» (أي المحترفون والمهنيون الذين يؤدون العمليات الإبداعية).

لم يمض وقت طويل حتى أطلق مؤتمر الأمم المتحدة للتجارة والتنمية (في عام 2008) دراسة أخرى عن الموضوع، لكن هذه الدراسة أُجريت على نطاق دولي. وفق الإحصائية التي نُفّذت، تبيّن أن صادرات القطاعات الاقتصادية الإبداعية تتجاوز 500 مليار دولار عالميًا.
أُجريت دراسةٌ تحت عنوان «سلسلة الصناعة الإبداعية في البرازيل» نظرًا لأهمية هذه القضية عالميًا، وفي البرازيل خصوصًا. جرى تحديث الدراسة في عام 2011، ونُشرت في عام 2012. كانت الدراسة السابقة أداةً لمسح وتنظيم الصناعات الإبداعية في البلاد، واستطاعت الدراسة وضع قائمة بمعلومات عن كلّ واحدة من تلك المهن، مثل عدد الوظائف وكمية الأجور المدفوعة ومستوى التعليم المطلوب. لهذا السبب، تجمع الدراسة بين المعلومات المأخوذة من «التصنيف الوطني للنشاطات الاقتصادية» و«التصنيف البرازيلي للمهن والوظائف».
تشمل القطاعات الاقتصادية الإبداعية عمومًا «النشاط الاقتصادي المرتبط مباشرة بعالم الفن -خصوصًا الفنون المرئية وفنون الأداء والأدب والنشر والتصوير الفوتوغرافي والصناعات اليدوية والمكتبات والمتاحف والمعارض الفنية وسجلّات الأرشيف، والمواقع التي تُصنف معالمًا تاريخية وطنية ومهرجانات الفنون ووسائل الإعلام الإلكترونية ووسائل الإعلام الحديثة الأخرى والنشاطات المتعلقة بالتصميم».
يجري الخلط أحيانًا بين موضوع الاقتصاد الإبداعي ومصطلح «الاقتصاد الثقافي»، لكن نطاق الاقتصاد الإبداعي يحدده مدى إبداع تلك القطاعات الاقتصادية. بمعنى آخر، المنتجات والخدمات الثقافية جزءٌ من فئة أكبر تشمل المنتجات والخدمات الإبداعية.

## السلسلة
تتألف سلسلة الاقتصاد الإبداعي، وفق مؤتمر الأمم المتحدة للتجارة والتنمية، من «دورات الابتكار أو الإبداع، ثم الإنتاج وتوزيع السلع والخدمات التي تستغل رأس المال الفكري والإبداع، وتؤلّف تلك مدخلاتٍ رئيسة في عملية الإنتاج». وبناءً على ذلك، يمكن تقسيم السلسلة إلى 3 مراكز كبرى:
1. النواة الإبداعية (النشاطات الاقتصادية الإبداعية)
2. النشاطات المرتبطة (توفير السلع والخدمات مباشرة لصالح نواة الإبداع)
3. الدعم (توفير السلع والخدمات لصالح نواة الإبداع بصورة غير مباشرة).

تصنّف وزارة الاقتصاد الرقمي والثقافة والإعلام والرياضة البريطانية النشاطاتِ الاقتصاديةَ الإبداعية تحت قائمة «النشاطات التي تتطلب الإبداع والمهارة والموهبة الفردية في جوهرها، ولديها إمكانية توليد الثروة والوظائف عبر توليد الملكية الفكرية واستغلالها».
بناءً على هذا المفهوم، يمكن القول أن البرازيل ذات أهمية كبيرة في مجال الاقتصاد الإبداعي، ففي النهاية، تُعجّ البرازيل من أكبر منتجي الإبداع في العالم. وُجد عند تحليل التعويضات النقدية التي يحصل عليها البرازيليون أن أجور العاملين في القطاعات الإبداعية أعلى بـ3 مرات من متوسط الأجور الوطني (للموازنة، يبلغ الأول 4693 ريال برازيلي مقابل متوسط الأجر الوطني البالغ 1733 ريال برازيلي). وُجد أيضًا أن العاملين في القطاع الإبداعي يحصلون على أعلى الأجور في ريو دي جانيرو وساو باولو والمنطقة الفيدرالية. أُخذت تلك البيانات من «تنظيم الصناعات الإبداعية»، وهو دراسة ارتكزت على معلومات من عام 2011. عالجت الدراسة أمورًا مثل الوظائف والأجور ومتوسط الأجور في كلّ ولاية، وعدد الموظفين في الأقسام والناتج المحلي الإجمالي في البلد الإبداعي.
ساعدت المنظمة العالمية للملكية الفكرية في عام 2015 على تحضير أكثر من 50 دراسة وطنية لقياس حجم الصناعات التي تعتمد على حقوق الملكية الفكرية في مختلف أنحاء العالم.

## الحكومة الفيدرالية والصناعات الإبداعية
أقرّت رئيسة البرازيل، ديلما روسيف، في مايو 2012 مرسوم إنشاء «الأمانة العامة للاقتصاد الإبداعي». كان الهدف من الأمانة العامة وضعُ سياسة عامة تجعل الثقافة أحد المحاور الاستراتيجية، ثم تطبيقها والإشراف عليها، ما «يعطي الأولوية لدعم المحترفين والمهنيين وتحفيزهم، وتحفيز مساعي الاقتصاد الإبداعي البرازيلي الصغيرة والجزئية».